# Frente Nacionalista Jacobinense
A Frente Nacionalista Jacobinense foi um movimento político de esquerda atuante na cidade de Jacobina, Bahia, durante a década de 1960, teve seu auge de atuação entre fins de 1963 e início de 1964. Defendia uma agenda progressista, pautada na promoção da igualdade social e na pressão por políticas públicas reformistas. Surgiu em um contexto de intensa polarização política, que culminou no Golpe Civil-Militar de 1964 e na posterior instauração da Ditadura Militar no Brasil.

## Contexto político e fundação
A FNJ emergiu como resposta ao cenário político local, dominado pelo Coronel Francisco Rocha Pires, uma figura autoritária que controlava o poder em Jacobina desde a década de 1930. O movimento se consolidou como uma força oposicionista, alinhada às ideias nacionalistas e reformistas defendidas por líderes como Leonel Brizola, então governador do Rio Grande do Sul e posteriormente deputado federal pela Guanabara. 
Em fins de 1963, diante do acirramento das tensões políticas e da influência dos discursos de Brizola — divulgados em Jacobina por meio de autofalantes, devido à escassez de rádios nas residências —, um grupo de militantes decidiu formalizar a FNJ. Reunidos na casa de um de seus integrantes, elegeram o pedreiro David Bispo como presidente do movimento, reforçando seu caráter popular. No entanto, sua figura mais proeminente era o advogado Ivanilton Costa Santos, que gozava de prestígio entre a população local. 

### Atuação e reivindicações
A FNJ não possuía representação significativa no legislativo municipal, mas contava com forte apoio popular. Suas principais demandas incluíam:
- A adoção de políticas progressistas pelo prefeito em exercício;
- O tabelamento de preços de produtos básicos;
- Investimentos diretos em educação;
- Exigência de que empresas contratassem apenas trabalhadores matriculados em cursos de alfabetização.

Essas reivindicações, no entanto, renderam-lhes a oposição de setores conservadores, que se intensificou após o golpe de 1964. 

## Repressão durante a Ditadura Militar
Com a instauração do regime militar, a FNJ foi alvo de perseguição sistemática, amparada na Lei de Segurança Nacional (LSN). Em Jacobina, o Movimento Jacobinense de Combate aos Comunistas (MJCC), liderado por Fernando Mário Pires Daltro e pelo delegado Agenor Meneses, encabeçou a repressão aos integrantes do movimento. 
No dia 1º de abril de 1964, Ivanilton proferiu um discurso pelos autofalantes da cidade, declarando apoio ao presidente deposto João Goulart e às Reformas de Base. Esse ato selou sua prisão, assim como a de David Bispo, ambos submetidos a Inquéritos Policiais-Militares (IPMs). Os processos, marcados por arbitrariedades, refletiam a estratégia de criminalização de opositores pelo regime.

## Legado e reparação
Anos depois, a viúva de Ivanilton, Risalva Lima Santos, e seu filho Roberto Lima Santos (que se tornou juiz federal), conseguiram a anistia póstuma de Ivanilton, além de um pedido oficial de desculpas do Estado brasileiro. 
A história da FNJ ilustra a repressão sofrida pelos movimentos de esquerda durante a ditadura, bem como a utilização de mecanismos jurídicos como instrumentos de perseguição política. 